# ساري أغل (تشاراويماق)
ساري أغل (بالفارسية: ساری‌آغل) هي منطقة سكنية تقع في قسم تشاراويماق الجنوبي الغربي الريفي في إيران. يقدر عدد سكانها بـ 78 نسمة .